# 15 Big Ones
Albums de The Beach Boys
Holland
(1973) Love You
(1977)
15 Big Ones est le vingtième album studio du groupe The Beach Boys, sorti en 1976. Marquant une nouvelle ère finalement bien pauvre artistiquement, à une exception près (Voir « Love You »), l'album est une allusion à leur quinzième anniversaire, en atteste les quinze chansons qu’il contient.

## Historique

### Contexte
Campagne publicitaire organisée en vue du retour en premier plan sur la scène musicale du groupe « Brian’s Back ! », les Beach Boys bénéficient en cette année 1976 d’une popularité inattendue. En effet, les compilations Endless Summer et Spirit of America sorties respectivement en 1974 et 1975 écrasent commercialement parlant tout ce que le groupe avait produit depuis une décennie. La principale conséquence de ce phénomène ne se fit pas attendre : Le groupe se reforma, et plaça de nouveau Brian en son centre. Un nouvel âge d’or pouvait commencer, faisant fi des années passées pour revenir à quelque chose pouvant fonctionner.

### Enregistrement

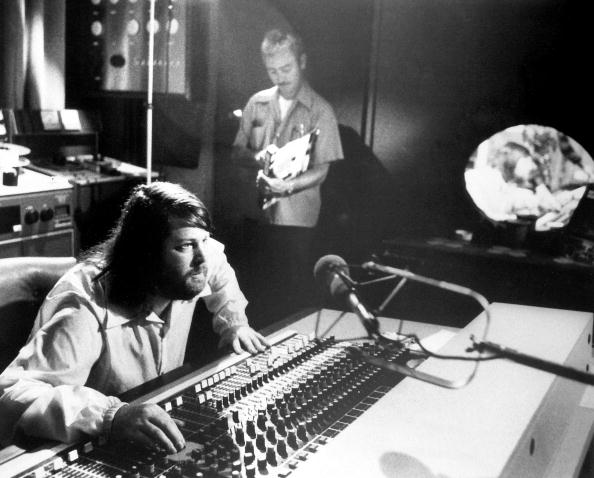
Brian Wilson, 1976.

Le groupe se retrouvant dans sa forme originelle de nouveau en studio pour la première fois depuis 1973 et l’album « Holland », il marque son retour par un grand nombre de reprises (huit sur quinze), deux anciens morceaux et seulement cinq nouveautés. Pour Brian un processus créatif se met en marge. Remis debout par le docteur Eugène Landy, il redécouvre le studio. Pas encore prêt pour composer complètement de nombreuses créations, il lui faut du temps pour traverser cette épreuve. L’album entre dans cette conception, puisqu’il tient plus de « L’entrainement » que d'une véritable œuvre pouvant prétendre à un statut tel que celles du début de la décennie.

### Parution et réception
15 big Ones sort le 28 juin 1976. Commercialement le succès est incontestable : Top 10 des charts américains, et 31 au Royaume-Uni. Le single Rock And Roll Music cartonne dans les charts aussi. Néanmoins, le constat est mitigé artistiquement parlant. Beaucoup de reprises comme au temps de Surfin' Safari, pour finalement de bien pauvres nouveautés, on imagine sans mal à quel point ceux qui auraient découvert le groupe par les compilations des vieux succès quelques années plus tôt auraient été irrémédiablement déçus. Véritable retour aux sources pourtant, l’album en annonce un plus abouti, qui donnera une idée quant aux capacités musicales de Brian Wilson : Love You.

## Titres

### Face 1
| No | Titre                                                      | Durée |
| -- | ---------------------------------------------------------- | ----- |
| 1. | Rock and Roll Music (Chuck Berry)                          | 2:29  |
| 2. | It's OK (Brian Wilson, Mike Love, Dennis Wilson)           | 2:12  |
| 3. | Had to Phone Ya (Brian Wilson, Mike Love, Diane Rovell)    | 1:43  |
| 4. | Chapel of Love (Jeff Barry, Ellie Greenwich, Phil Spector) | 2:34  |
| 5. | Everyone's in Love with You (Mike Love)                    | 2:52  |
| 6. | Talk to Me (Joe Seneca)                                    | 2:14  |
| 7. | That Same Song (Brian Wilson, Mike Love)                   | 2:16  |
| 8. | TM Song (Brian Wilson)                                     | 1:34  |

### Face 2
| No | Titre                                                          | Durée |
| -- | -------------------------------------------------------------- | ----- |
| 1. | Palisades Park (Chuck Barris)                                  | 2:27  |
| 2. | Susie Cincinnati (Al Jardine)                                  | 2:57  |
| 3. | A Casual Look (Ed Wells)                                       | 2:45  |
| 4. | Blueberry Hill (Al Lewis, Larry Stock, Vincent Rose)           | 3:01  |
| 5. | Back Home (Brian Wilson, Bob Norberg)                          | 2:49  |
| 6. | In the Still of the Night (Fred Parris)                        | 3:03  |
| 7. | Just Once in My Life (Gerry Goffin, Carole King, Phil Spector) | 3:47  |